# Robert Lowery
Robert Lowery (eigentlich Robert Larkins Hank; * 17. Oktober 1913 in Kansas City, Missouri; † 26. Dezember 1971 in Los Angeles, Kalifornien) war ein US-amerikanischer Schauspieler. Heute noch bekannt ist er am ehesten als zweiter Darsteller des Batman, in dem Serial Batman and Robin aus dem Jahr 1949.

## Leben
Lowery besuchte in seiner Geburtsstadt die Paseo High School und begann seine künstlerische Karriere als Sänger des „Slats Randall Orchestra“. Daneben spielte er bei einem unterklassigen Team Baseball. Als er im Jahr 1935 mit seiner Mutter nach dem Tod des Vaters nach Los Angeles zog, begann er Schauspielkurse bei Lela Bliss zu belegen. Er spielte zunächst etwas Theater und hatte 1936 einen ersten kleinen Filmauftritt in Great Guy neben James Cagney.
1937 wurde Lowery von der Twentieth Century Fox unter Studiovertrag genommen und konnte sich danach in Hollywood etablieren, allerdings ohne jemals zu einem großen Filmstar zu werden. In aufwendig produzierten Filmen, wie etwa dem Abenteuerfilm Im Zeichen des Zorro (1940) mit Tyrone Power, blieb er meist auf Nebenrollen beschränkt. In Genrewerken mit niedrigem Produktionsbudget sowie in ebenfalls kostengünstigen Serials kam er hingegen regelmäßig zu Hauptrollen. Mit dem Film The Mummy’s Ghost (1944) spielte er an der Seite von Lon Chaney junior auch in einem Vertreter des Universal-Horror. Weitere Genrefilme mit Lowery als B-Movie-Star waren etwa Revenge of the Zombies (1943), The Monster and the Ape (1945) und House of Horrors (1946). Daneben trat Lowery auch in mehreren Charlie-Chan-Krimis auf, üblicherweise in dem Rollentypus des jungen Liebhabers. 1949 agierte er in der Hauptrolle des Batman in dem Serial Batman and Robin, dadurch wurde er nach Lewis Wilson zum zweiten Filmdarsteller des Superhelden.
In den 1950er- und 1960er-Jahren war Lowery auf der Kinoleinwand vor allem in Western zu sehen, darunter als Nebendarsteller zu John Wayne in MacLintock und zu Doris Day in Das Teufelsweib von Texas. Ein Schwerpunkt seiner schauspielerischen Tätigkeit wurde aber das Fernsehen und so übernahm eine Vielzahl von Gastauftritten, beispielsweise 1956 in einer Folge von Superman – Retter in der Not. Von 1956 bis 1957 hatte er eine der Hauptrollen als Pferdebesitzer Big Tim Champion in der Familienserie Corky und der Zirkus, die auch in Deutschland ausgestrahlt wurde. Ein Jahrzehnt später, gegen Ende seiner Schauspiellaufbahn, verkörperte er die Figur des Buss Courtney in 17 Folgen der Westernserie Pistolen und Petticoats. Insgesamt umfasst Lowerys filmisches Schaffen zwischen 1936 und 1967 rund 190 Film- und Fernsehproduktionen.
Lowery starb 1971 im Alter von 58 Jahren an Herzversagen. Er war dreimal verheiratet, unter anderem mit der Kollegin Jean Parker, mit der er einen 1952 geborenen Sohn hatte.

## Filmografie (Auswahl)
- 1936: Great Guy
- 1936: Nimm, was du kriegen kannst (Come and Get It)
- 1937: Charlie Chan am Broadway (Charlie Chan on Broadway)
- 1937: Second Honeymoon
- 1938: Die Eiskönigin (Happy Landing)
- 1938: Shirley auf Welle 303 (Rebecca of Sunnybrook Farm)
- 1938: Vier Mann – ein Schwur (Four Men and a Prayer)
- 1938: Alexander’s Ragtime Band
- 1938: Die goldene Peitsche (Kentucky)
- 1939: Mr. Moto und die geheimnisvolle Insel (Mr. Moto in Danger Island)
- 1939: Der junge Mr. Lincoln (Young Mr. Lincoln)
- 1939: Charlie Chan in Reno
- 1939: Second Fiddle
- 1939: Damals in Hollywood (Hollywood Cavalcade)
- 1939: Trommeln am Mohawk (Drums Along the Mohawk)
- 1940: Charlie Chan auf Kreuzfahrt (Charlie Chan’s Murder Cruise)
- 1940: Im Zeichen des Zorro (The Mark of Zorro)
- 1940: Charlie Chan: Mord über New York (Murder Over New York)
- 1941: Laurel und Hardy: Schrecken der Kompanie (Great Guns)
- 1941: Echo der Jugend (Remember the Day)
- 1942: Die Königin vom Broadway (My Gal Sal)
- 1943: The North Star
- 1943: Tarzan, Bezwinger der Wüste (Tarzan’s Desert Mystery)
- 1943: Der 7. Dezember (December 7th)
- 1944: The Mummy’s Ghost
- 1945: Roboter des Grauens (The Monster and the Ape)
- 1946: House of Horrors
- 1948: Terror am Kilometerstein 13 (Highway 13)
- 1949: Batman and Robin
- 1949: Der Brandstifter von Los Angeles (Arson, Inc.)
- 1949: Der Marschall von Santa Fe (The Dalton Gang)
- 1950: Jack der Killer (Western Pacific Agent)
- 1950: Billy, der Bandit (I Shot Billy the Kid)
- 1950: Kugeln, Gold und Feuerwasser (Gunfire)
- 1951: Gold in Neuguinea (Crosswinds)
- 1953: Mit Winchester und Peitsche (Cow Country)
- 1956: Roy Bean, ein Richter im Wilden Westen (Judge Roy Bean, Fernsehserie, 3 Folgen)
- 1956–1957: Corky und der Zirkus (Circus Boy, Fernsehserie, 49 Folgen)
- 1958: 26 Men (Fernsehserie, 3 Folgen)
- 1958, 1959: Maverick (Fernsehserie, 2 Folgen)
- 1958–1962: 77 Sunset Strip (Fernsehserie, 4 Folgen)
- 1959: Der Texaner (The Texan, Fernsehserie, Folge 1x16)
- 1959–1962: Tausend Meilen Staub (Rawhide, Fernsehserie, 3 Folgen)
- 1959–1962: Hawaiian Eye (Fernsehserie, 5 Folgen)
- 1960: J.D., der Killer (The Rise and Fall of Legs Diamond)
- 1960: Cheyenne (Fernsehserie, Folge 5x02)
- 1960, 1961: Perry Mason (Fernsehserie, 2 Folgen)
- 1962: When the Girls Take Over
- 1962: Rauchende Colts (Gunsmoke, Fernsehserie, Folge 8x08)
- 1963: MacLintock (McLintock!)
- 1964: Postkutsche nach Thunder Rock (Stage to Thunder Rock)
- 1965: Ein Zebra in der Küche (Zebra in the Kitchen)
- 1966: Sheriff Johnny Reno (Johnny Reno)
- 1966: Wyoming-Bravados (Waco)
- 1966–1967: Pistolen und Petticoats (Pistols ’n’ Petticoats, Fernsehserie, 17 Folgen)
- 1967: Das Teufelsweib von Texas (The Ballad of Josie)